# Luc Donckerwolke

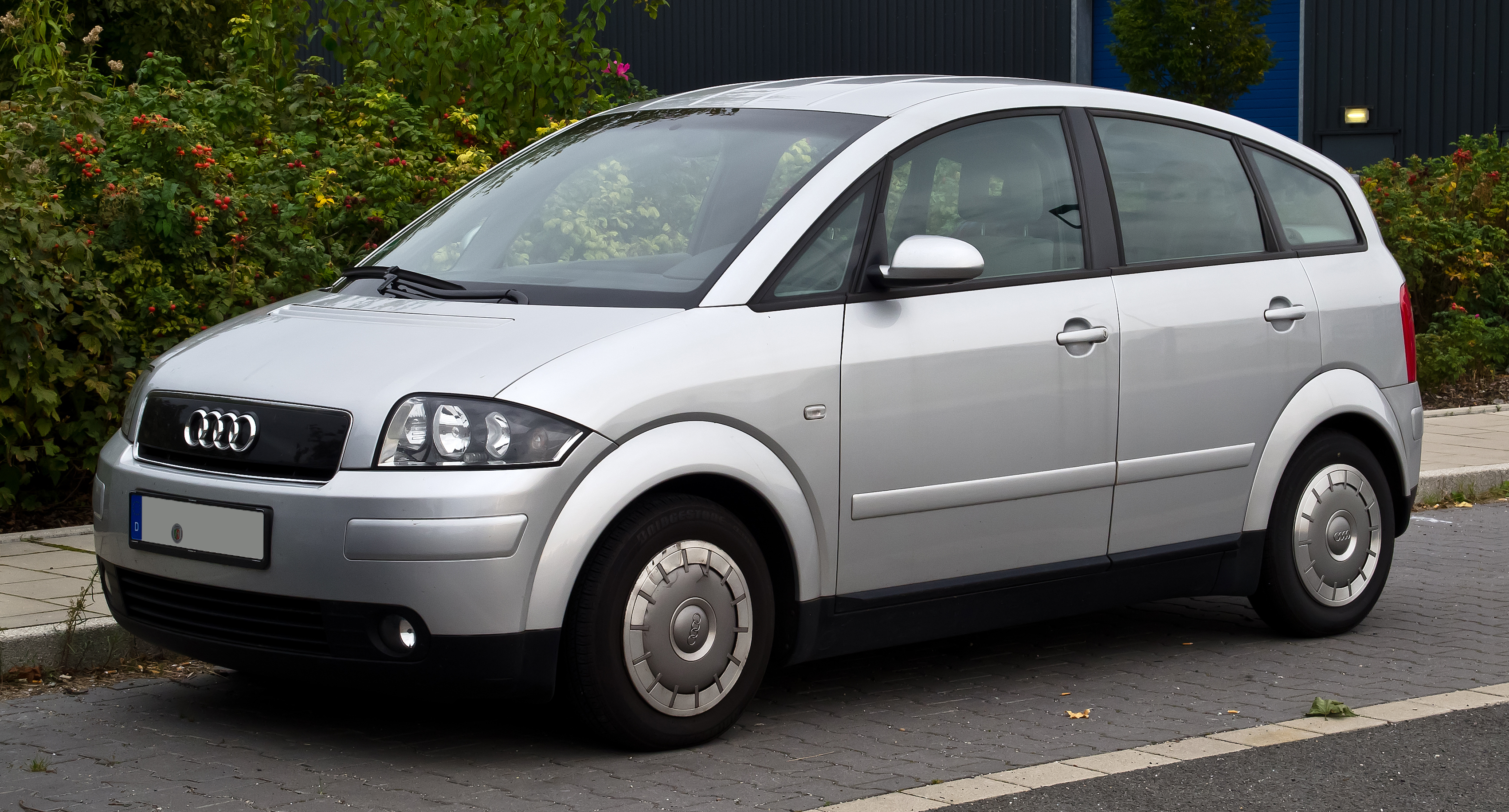
Audi A2 1.2 TDI

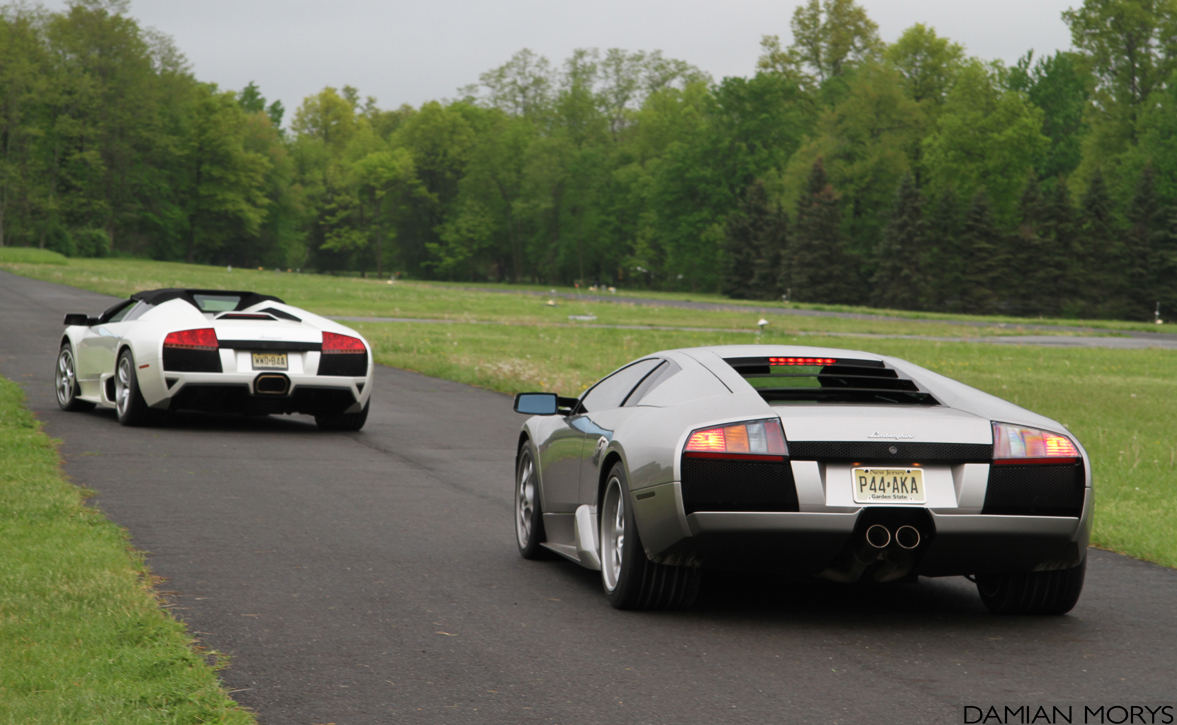
Gestaltet von Luc Donckerwolke: Lamborghini Murciélago

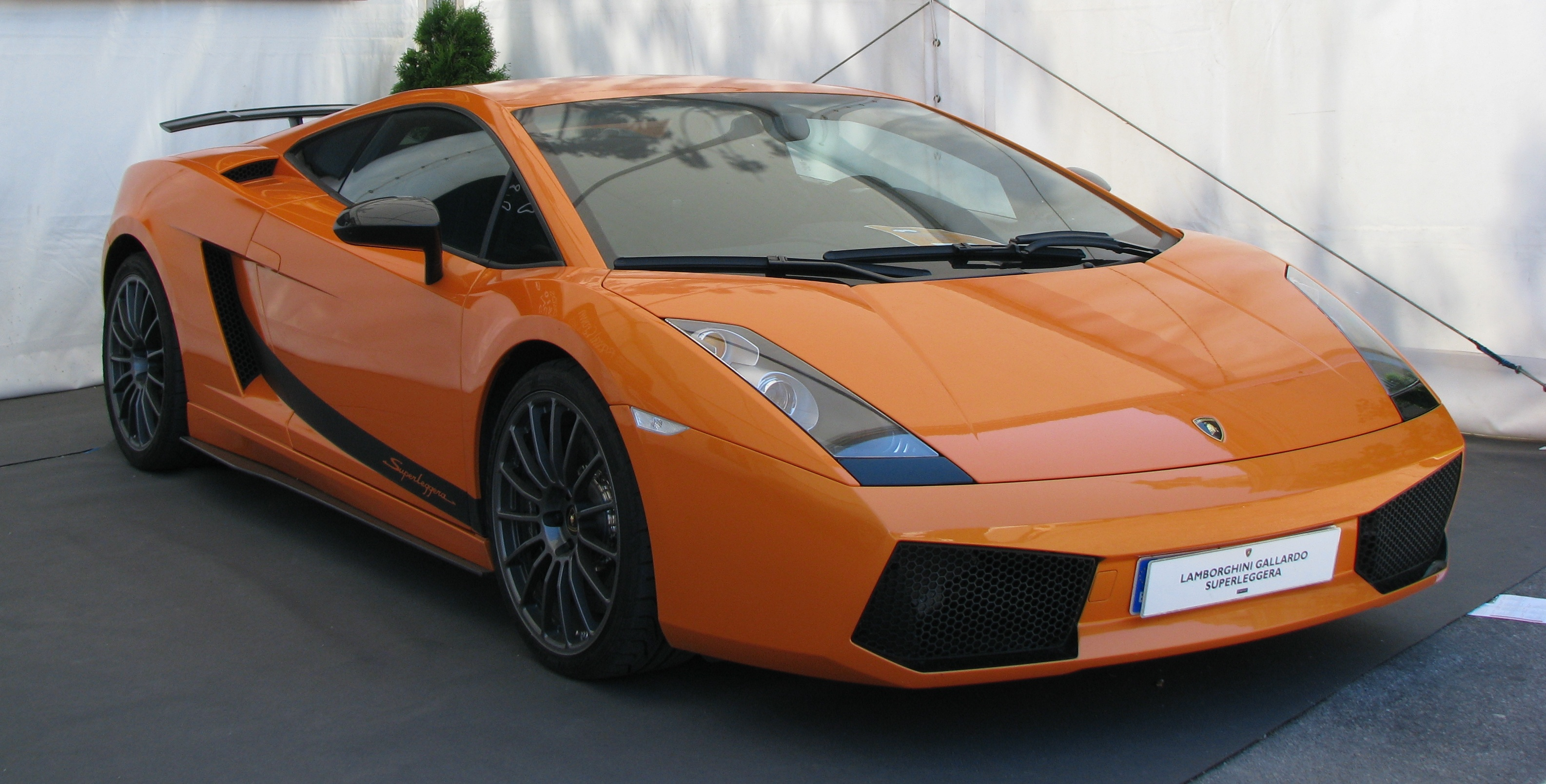
Lamborghini Gallardo Superleggera

Luc Donckerwolke (* Juni 1965 in Lima, Peru) ist ein belgischer Automobildesigner, der von 1992 13 Jahre für einige Marken im Volkswagen-Konzern tätig war. Mit dem Jahr 2016 wurde er Chef-Designer bei Genesis Motors und Hyundai-Kia Automotive, wo er seit Ende 2020 die Kommunikation für das Design aller Marken des Konzerns leitet und die Entwicklung des Designs der Submarken Genesis und Ioniq sowie von Brennstoffzellen-Fahrzeugen beaufsichtigt.

## Leben
Luc Donckerwolke ist Sohn eines Diplomaten und verbrachte seine Jugend in Afrika. Er zog mit 18 Jahren nach Brüssel und studierte Industrial Engineering in Brüssel und Transportation Design in Vevey (Schweiz). Er spricht sieben Sprachen.
Im Jahr 1990 begann er als Designer bei Peugeot und ging 1992 zu Audi-Design, wo er den Audi A4 Avant, Audi A2 und den Audi R8 Le Mans gestaltete. 1994 wechselte er zum Škoda-Design-Center in Tschechien, wo er den Škoda Octavia I und den Škoda Fabia I entwarf, ehe er 1996 zu Audi zurückkehrte.
Ab 1998 war Donckerwolke Designchef von Lamborghini. Seine Arbeiten an Lamborghini Murciélago, Lamborghini Murciélago Roadster und Lamborghini Gallardo erreichten einen red dot design award.
2005 wurde Donckerwolke zum Leiter Design bei Seat ernannt, 2011 dann zum Leiter Advanced Design im Volkswagen-Konzern.
Seit September 2012 war er Director of Design von Bentley. Zum Juni 2015 hat er den Posten aus privaten Gründen aufgegeben; sein Nachfolger ist Stefan Sielaff.

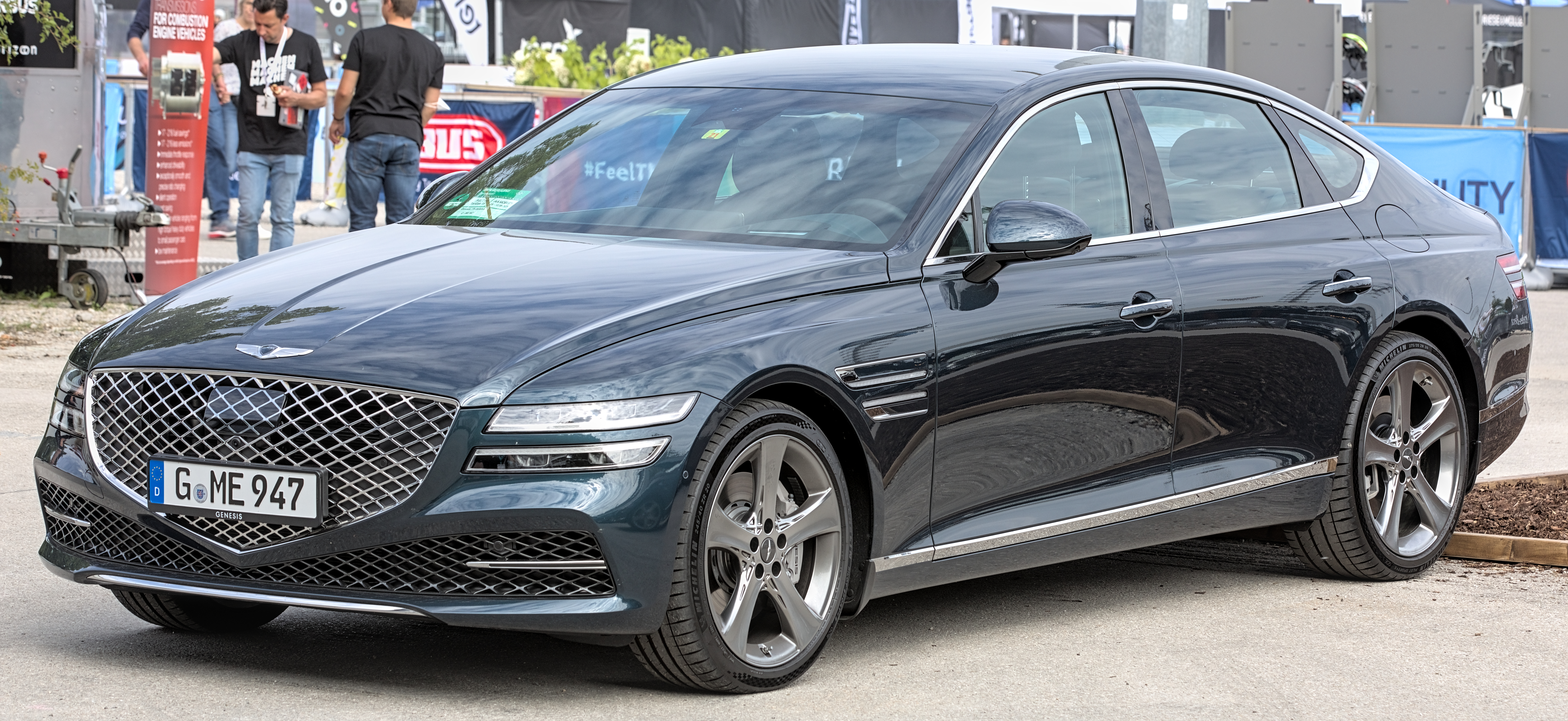
Genesis G80 (2020)

Im November 2015 wurde er mit Wirkung ab Februar 2016 zum Leiter des Designs von Hyundais Luxus-Division Genesis ernannt. Seit Januar 2016 war Luc Donckerwolke Chefdesigner bei Hyundai. Dort hat er zum Beispiel den Hyundai Kona entwickelt. Im April 2020 wurde die Trennung von Hyundai bekanntgegeben. Im November 2020 kehrte er in neuer Funktion zurück; vom Hyundai Motor Europe Technical Center in Rüsselsheim aus soll er den Kontakt zu Designern des Konzerns halten und Möglichkeiten der Zusammenarbeit mit Design-Zentren, die nicht zu Hyundai gehören, untersuchen und die gestalterische Entwicklung der Submarken Genesis und Ioniq sowie von Brennstoffzellenfahrzeugen beaufsichtigen. In der Hierarchie ist er erneut Executive Vice President.
Zu seinen Hobbys gehört das Sammeln von Modellautos und Uhren.